# Mesopolobus pinus
Mesopolobus pinus är en stekelart som beskrevs av Hussey 1960. Mesopolobus pinus ingår i släktet Mesopolobus och familjen puppglanssteklar.
Artens utbredningsområde är:
- Danmark.
- Nederländerna.
- Polen.
- Sverige.

Arten är reproducerande i Sverige. Inga underarter finns listade i Catalogue of Life.